# Дятлов Олесь
Олесь Дятлов, біл. Алесь Дзятлаў, повне ім'я Олександр Миколайович Дятлов, (*3 червня 1936, село Турки, Бобруйський район, Могильовська область) — білоруський письменник.

## Біографія
Народився у сім'ї вчителя. Жив у Петровичах, а з 1944 року — на батьківщині матері, в Плесах, де батька призначили директором місцевої школи. У 1959 році закінчив факультет журналістики БДУ. Працював у Глибоцькій районній газеті «Стяг комунізму» (1959—1961), в «Червоній зміні» (1961—1973). В 1973—1975 роках — член сценарно-редакційної колегії кіностудії «Білорусьфільм». в 1975—1980 кореспондент газети «Зірка», з 1980 року — редактор відділення науки часопису «Рідна природа».

## Творчість
Друкується з 1956 року. В 1970 було надруковано оповідання в газеті «Література і мистецтво». Автор збірок, оповідань і повістей, нарисів, фейлетонів, творів для дітей.

### Твори
- «Роси на луці» (1974)
- «Білий місяць березень» (1977)
- «Сліди» (1981)
- «Нічне небо в липні» (1981)
- «Повернення» (1987)
- «Вересневого вечора» (1987)
- «Поріг» (1993)